# Kolchische Pimpernuss

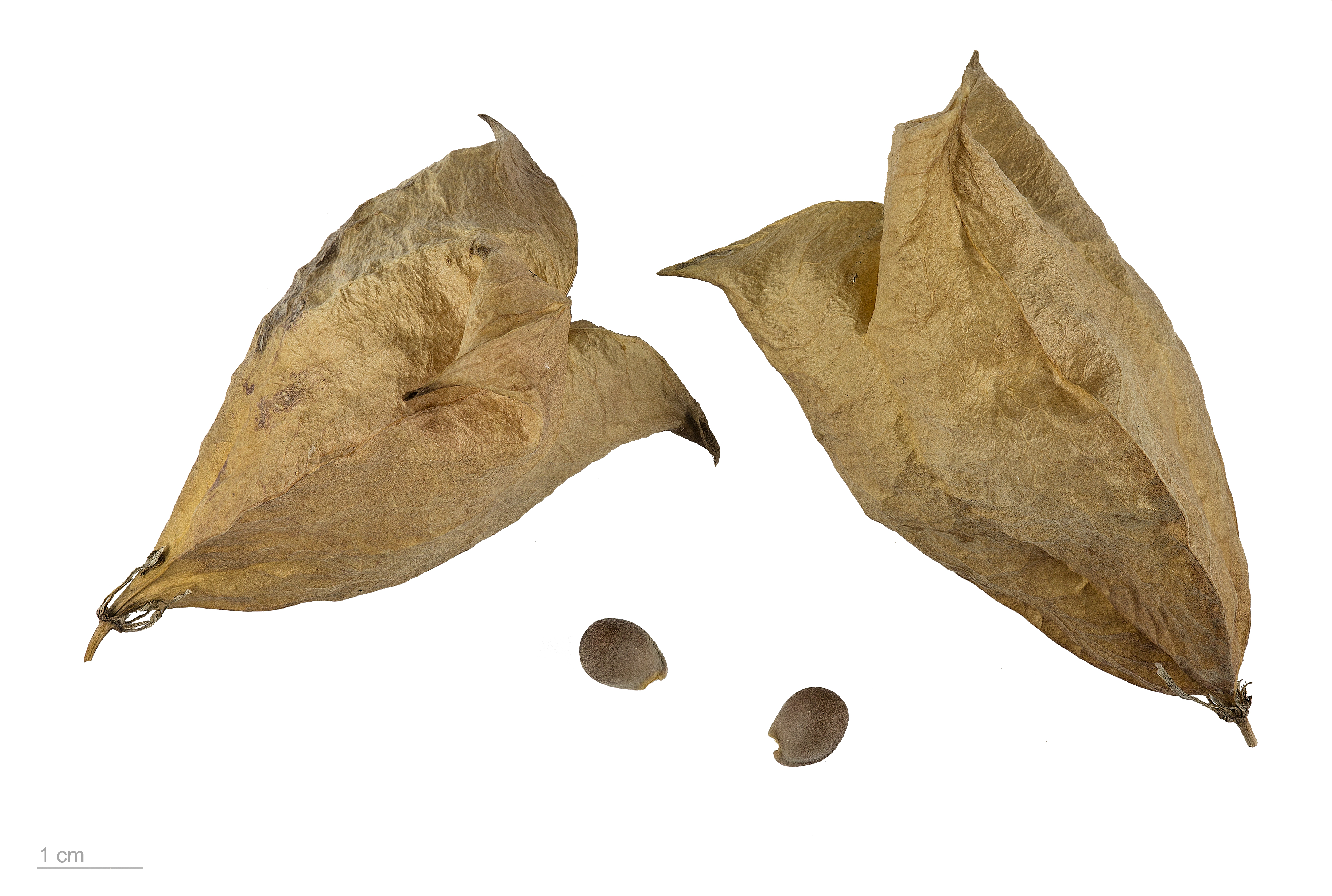
Früchte und Samen von Staphylea colchica

Die Kolchische Pimpernuss (Staphylea colchica) ist eine Pflanzenart, die zur Familie der Pimpernussgewächse (Staphyleaceae) gehört. In ihrer georgischen Heimat wird der Trivialname კოლხური ჯონჯოლი „kolchuri dschondscholi“ verwendet.

## Beschreibung

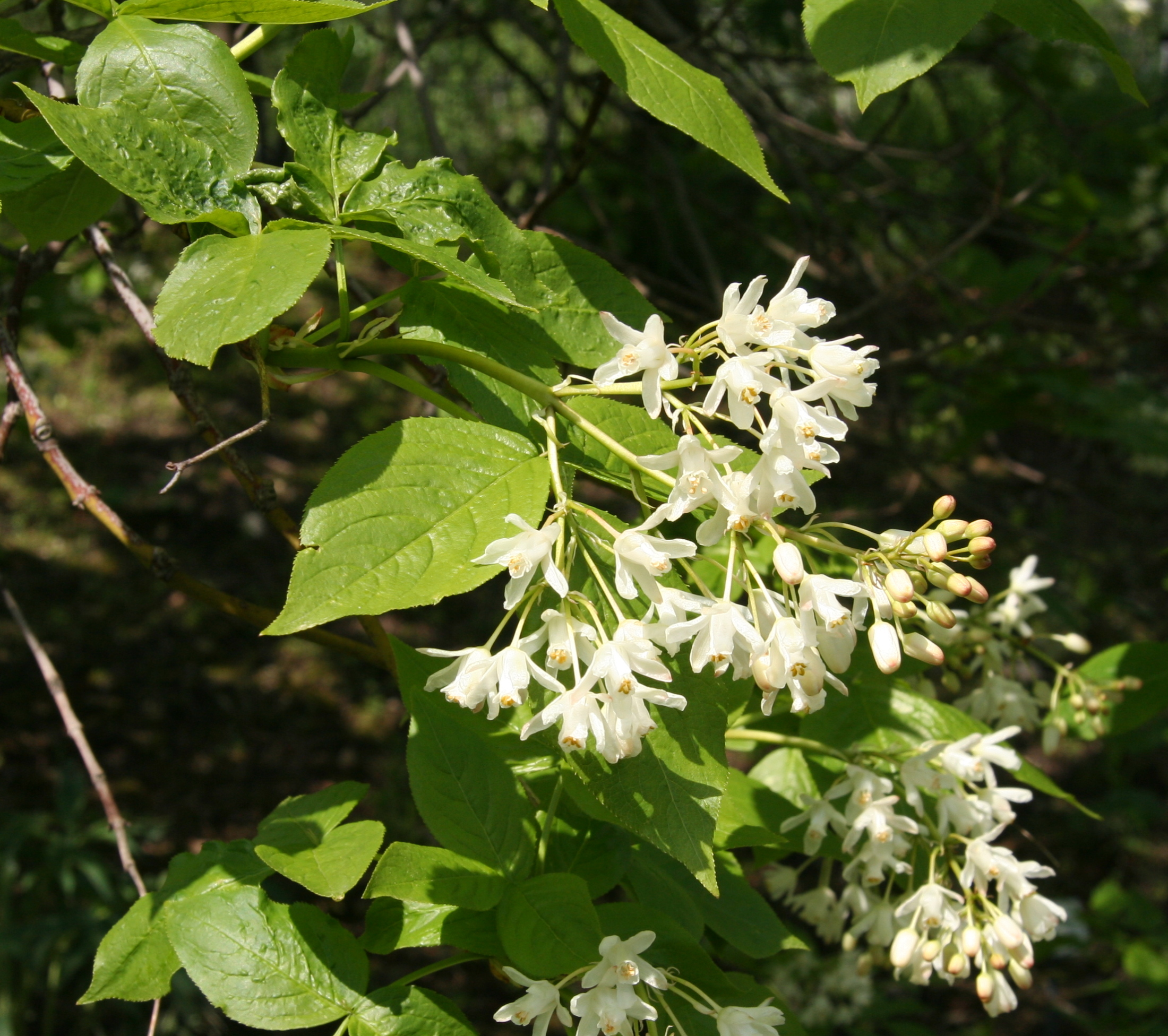
Blütenstand

Die Kolchische Pimpernuss ist ein sommergrüner Strauch oder kleiner Baum mit Wuchshöhen von bis zu 5 Meter. Ihre gegenständigen und gestielten Laubblätter sind unpaarig gefiedert mit normalerweise fünf, an Blütentrieben aber nur drei Fiederblättchen. Die bei einer Länge von bis zu 15 Zentimeter elliptischen bis eiförmigen, spitzen bis zugespitzten, kahlen Blättchen besitzen einen gesägten bis gekerbten Rand. Die Blättchen sind fast sitzend nur das Endblättchen ist länger gestielt. Die zwittrigen, weißen, fünfzähligen und duftenden, gestielten Blüten mit doppelter Blütenhülle stehen in endständigen, aufrechten bis nickenden rispigen Blütenständen.
Von der Gemeinen Pimpernuss (Staphylea pinnata) ist die Kolchische Pimpernuss unterscheidbar durch horizontale bis aufrechte, nicht hängende rispige Blütenstände, Kelchblätter die ausgebreitet sind, wodurch die eine Röhre um die Staubblätter bildenden Kronblätter frei liegen, längliche Früchte (länger als breit), die noch an der Pflanze hängend zerfallen und die Samen freisetzen. Die Blüten weisen einen feinen Orangenblütenduft auf, sie sind die größten innerhalb der Gattung. Alle anderen Staphylea-Arten weisen Fiederblätter mit nur drei Blättchen auf.
Die Kolchische Pimpernuss bildet mit der Gemeinen Pimpernuss (Staphylea pinnata) die Hybride Staphylea × coulombieri André aus.

## Vorkommen und Gefährdung
Die Kolchische Pimpernuss besitzt ein kleines Verbreitungsgebiet, welches die türkische Schwarzmeerküste, den Südabhang des Kaukasus und einen Teil des angrenzenden Irans umfasst. In Georgien kommt sie vor allem in der Region Kolchis vor, in Höhenlagen zwischen 0 und 700 bis zu 800 Meter.

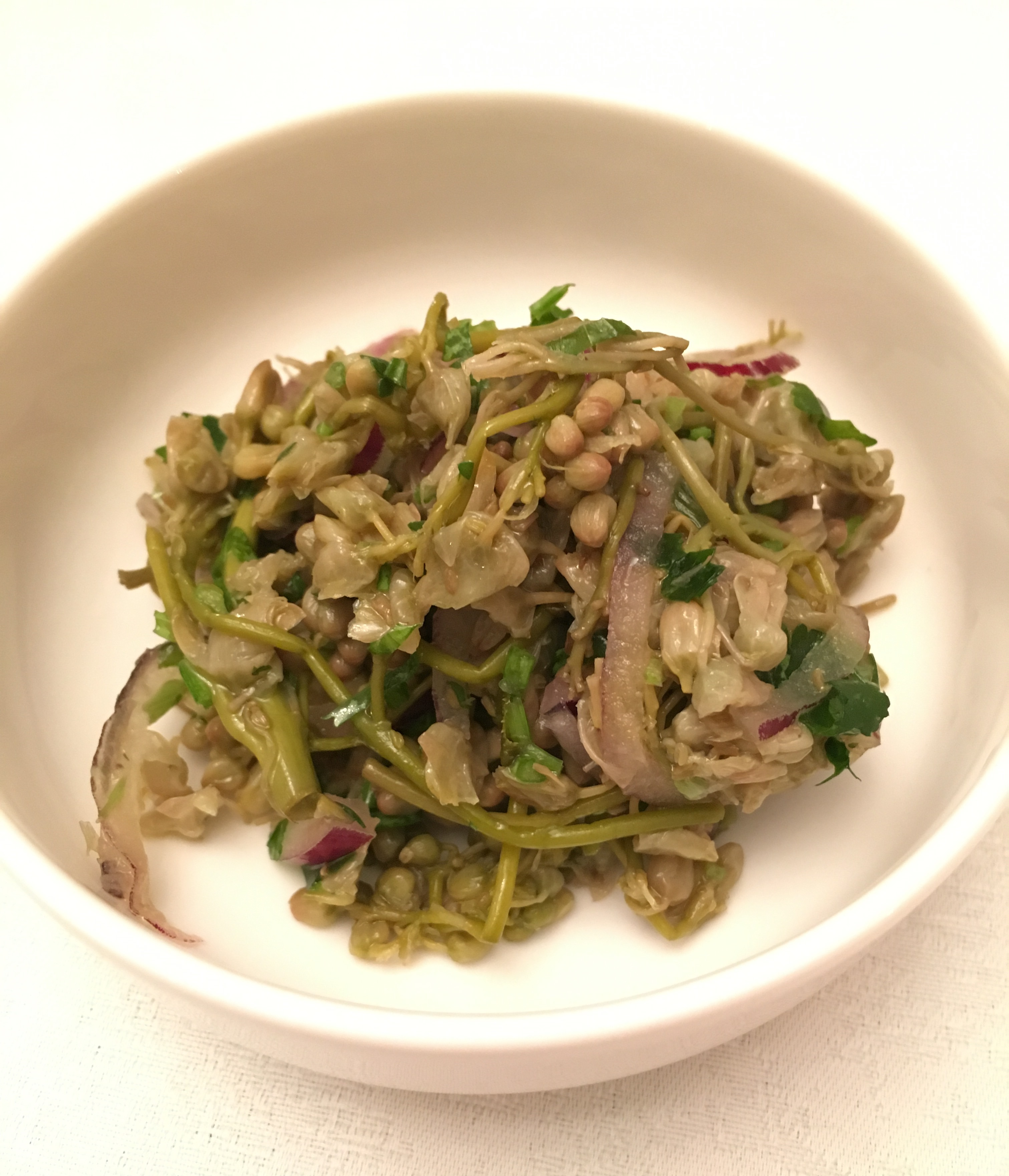
Salat mit eingelegtem Blütenstand der Pimpernuss

Die Kolchische Pimpernuss gedeiht an Waldrändern sowie als Unterwuchs in sommergrünen Laubwäldern, die durch die Hartwiss-Eiche (Quercus hartwissiana), die Hainbuche (Carpinus betulus), die Edelkastanie (Castanea sativa), die Orient-Buche (Fagus orientalis), die Kaukasische Linde (Tilia dasystyla) und der Gemeinen Esche (Fraxinus excelsior) geprägt sind.
Durch umfangreiche Rodungen sind diese kolchischen Laubwälder, die durch sommergrüne Bäume und teilweise immergrünen Unterwuchs geprägt sind, heute stark zurückgedrängt worden und meist auf unzugängliche Berghänge und Schutzgebiete beschränkt. Als Begleiter kommt oft auch die Gemeine Pimpernuss (Staphylea pinnata) in denselben Beständen vor.
Die Kolchische Pimpernuss ist in Georgien gemäß dem Gesetz „über das Rote Buch und die Rote Liste“ von 2003 in der „Roten Liste“ eingetragen.

## Taxonomie
Die Erstbeschreibung von Staphylea colchica erfolgte 1848 durch Christian von Steven in Bulletin de la Société Impériale des Naturalistes de Moscou, 21 (2), S. 276.

## Nutzung
Aus den Samen wird Öl gewonnen. Das Öl schmeckt nach Pistazien und wirkt abführend (Abführmittel, Purgativ).
Gleich im April, wenn die Blätter austreiben, pflückt man in Georgien die noch ungeöffneten Blütenknospen mit dem jungen Blütenstand und legt ihn ein. Der eingelegte Blütenstand heißt „Dschondscholi“, „Jonjoli“ (ჯონჯოლი), er ähnelt im Geschmack den Kapern, mit denen diese Pflanzenart aber nicht verwandt ist. Er wird in der georgischen Küche als Salat genutzt. Es wird auch der von der Gemeinen Pimpernuss genutzt.
Die Kolchische Pimpernuss und ihre Hybride Staphylea × coulombieri werden als Zierpflanze angepflanzt.
Von der Abteilung für Landschaftsarchitektur der forstwirtschaftlichen Fakultät der Universität in Trabzon wird die Kolchische Pimpernuss auch als eine der Arten empfohlen, deren Anpflanzung zur Lärmdämmung in den Städten beitragen kann.